# Harrar (província)

África Oriental Italiana

Harrar foi um dos seis províncias da África Oriental Italiana, criado ao fundir as áreas de Harrar com Dire Dawa, do recém conquistado Império Etíope.
A capital da província era Harar, mas Dire Dawa era a cidade mais importante. Nos territórios ao redor dessas duas cidades mais de 10 mil colonistas italianos migraram para viver em 1937 criando algumas indústrias de manufaturas (depois que a área foi pacificada das guerrilhas etíopes Arbegnoch. Em novembro de 1938 algumas áreas de Harrar foram entregues a província vizinha de Addis Abeba, criando a Província de Xoa.

## Commissariados
Compreendia os comissariados de Arussi, Cercer, Dire Daua, Ghimir, Giggiga, Goba, Harar e Adama.

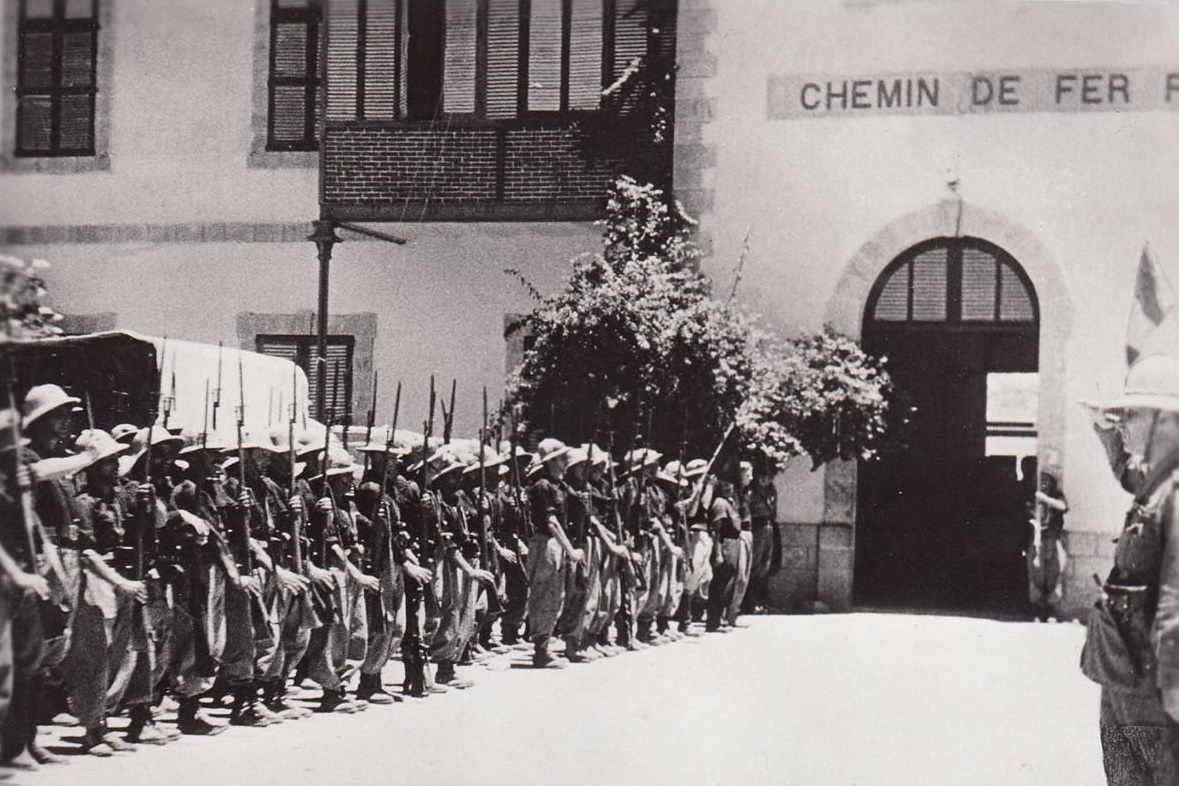
Tropas italianas na estação de trem de Dire Dawa em 1936

## Governadores
- General Guglielmo Nasi (de 1 de junho de 1936 a 5 de maio de 1939)
- Enrico Cerulli (de 5 de maio de 1939 a 11 de junho de 1940)
- General Guglielmo Nasi (11 de junho de 1940 a 4 de fevereiro de 1941)
- Pompeo Gorini (4 de fevereiro de 1941 a 9 de março de 1941)
- General Carlo De Simone (de 10 de março de 1941 a 24 de abril de 1941)